# Chelința, Maramureș
Chelința (în maghiară Kelence) este un sat ce aparține orașului Ulmeni din județul Maramureș, Transilvania, România.

## Etimologie
Etimologia numelui localității: dintr-un antroponim *Chelin + suf. -ț + suf. top. -a > Chelința. 

## Demografie
La recensământul din 2011, populația era de 1.614 locuitori. 

## Istorie și toponimie

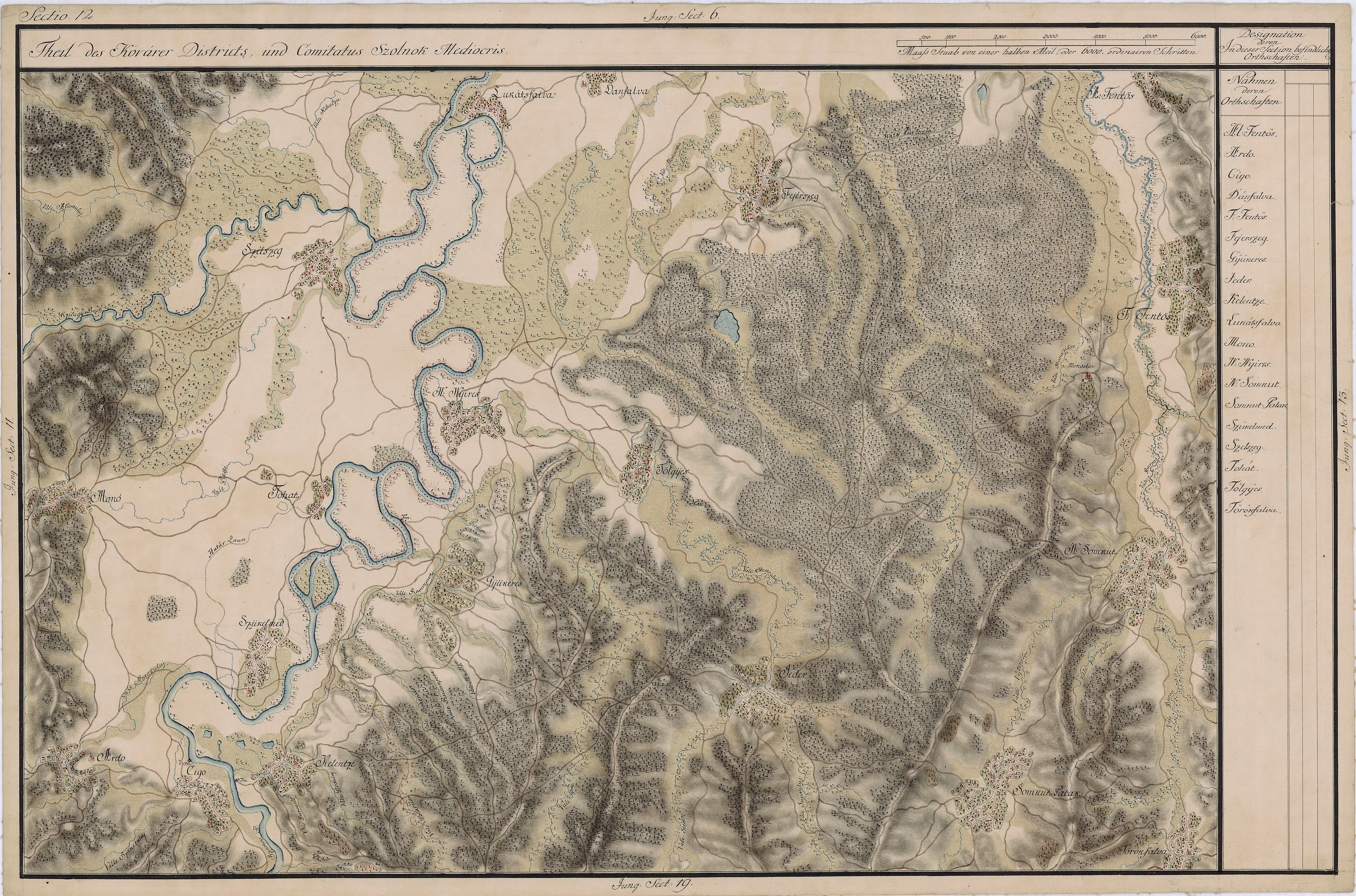
Chelniţa în Harta Iosefină a Transilvaniei

Satul Chelința aparține de orașul Ulmeni, județul Maramureș și este așezat la deschiderea dinspre vest a Strâmtorilor Țicăului (rest de munți calcaroși), acolo unde începe cea mai frumoasă luncă a Someșului. Situat în partea sud-vestică a districtului Chioar, a aparținut la sfârșitul secolului al X-lea și la începutul secolului următor voievodatului lui Menumorut. Ca localitate componentă a județului Solnocul de Mijloc, s-a aflat, pe tot parcursul evului mediu, sub autoritatea principilor Ardealului.
Prima atestare documentară a satului Chelința este din anul 1423 sub denumirea ,,Villa Olacallis Gelenczemezeo” ; așezarea aparținea la acea vreme, familiei Kusaly Iacsy Gheorghe, din cetatea Chioarului. Evoluția toponimică pentru secolele următoare este tot de factură maghiară: 1462 Kelenchew; 1505 Kelenche; 1540 Kelenchye; 1553 Kelenchee; 1569 Kelentze (forma preluată fonetic în numele actual, din limba maghiară); urmează apoi formele românesti: 1733 Telincza și, mai apoi, Tyelincza. Cert este că, atât pe timpul dominației habsburgice asupra Transilvaniei, cât și a dominației austro-ungare, localitatea s-a numit Kelencze. Locuitorii săi, tot timpul majoritatea români, au numit-o T(y)elința. Componenta etnică de factură românească a așezării reiese și din denumirile date variatelor forme de relief a dealurilor, a văilor și a ,,câmpurilor”(pământul arabil, situat in diferite părți ale localității). Toate acestea exprimă o anumită poziție, formă sau plasare teritorială.
Dealurile se numesc: Dealul Glodului; Dealul Purcaretului; Turmătar; Priznel; Dealul Morii; Dealul Mare; Ciungi; Dealul Îngust; Dealul Viilor; La Prisaca; toate exprimă realități topo-geografice specifice graiului și diferitelor amplasamente teritoriale (Dealul Pietrii-calcaros; Turmătar- locul în care erau adunate vitele pentru adăpat și înnoptat; Dealul Viilor- acoperit cu vii aproape în totalitate). Legat de ultimul dintre ele, începând cu secolul al XVIII-lea, vinul de la Chelința era la mare căutare în capitala imperială, Viena.
Pârâurile, denumite de către localnici, văi, cu un curs perpendicular pe lungimea satului, au de asemenea, nume sugestive: Valea Hotarului; Valea Glodului; Valea Poieniței; Valea Lespezoaia; Valea Purcaretului; Valea Morii; Valea Dealului Mare; Valea Îngustului; Valea Sighiletiului; după cum se poate observa, majoritatea denumirilor văilor, sunt legate de acelea al dealurilor, dovada imediată vecinătate a acestora.
Organizarea hotarnică a satului este legată de aceleași realități locale. Denumirile mai importante ale acestora sunt: Pe Rituri; Carașeu; Arini; Câmpul de Sus; Sub Vii; La Bălți; La Gloduri; Pitioaia; Braniște; Șesuri; Furnicar; Răchiți; Sighileți; toate exprimă particulărități locale delimitate doar de plasarea teritorială.
Înainte ca oamenii sa înceapă să-și sape propriile fântâni, existau așa-numitele fântâni obștești, care erau folosite în devălmășie de către toți locuitorii satului: Fântâna Satului; La Ciurgău; Fântâna Pintii; ultima poartă denumirea vestitului haiduc maramureșean Pintea Viteazul, care, dupa ce s-a retras din Munții Gutâiului, s-ar fi aciuat prin aceasta zonă. Este situată la o altitudine de 670 m și la o distanță de aproximativ 5 km de sat, în pădure.
Localitatea Chelința nu a existat dintotdeauna în același areal teritorial, pe parcursul timpului, cunoscând câteva metamorfoze geografice. Conform ,,Istoricului comunei Ulmeni”, publicat în ,,Arhivele Statului” Baia Mare, preluat după Petri Mor (Monografia județului Sălaj), satul a fost așezat la început în locul numit ,,La Arini”. Era un spațiu teritorial de aproximativ 1 km lungime, între locurile numite Cărășeu și Capul Satului. Valea Purcăretului, care la acea vreme trecea prin mijlocul satului, neavând o albie regularizată, inundând periodic satul. Fiind într-o zonă mai joasă, era amenintat și de râul Someș, care frecvent își schimba albia. Aceasta locație a fost schimbată în cursul secolului al XVII-lea, fie datorită revărsărilor Someșului, fie datorită creșterii numărului populației, neîncăpătoare pe vechea vatră a satului.
În a doua jumătate a secolului al XVII-lea, vatra satului era localizată în zona ,,Sub Vii” și ,,Pe Deal”(au avut loc mari defrișări de terenuri, acoperite înainte cu păduri). Zona fiind mai ridicată, oamenii erau mult mai protejați în caz de inundații; în situatii extreme, exista posibilitatea ca în timp foarte scurt, să se retragă pe înălțimile din apropiere. Ultima poziționare a localitătii este cea actuală, care cuprinde un teritoriu destul de întins, între Cărășeu și Valea Hotarului (aprox. 4 km), satul fiind mai mult dispus pe lungime, fără a avea prea multe ulițe secundare. Strămutarea unei părți a populației în zona numită ,,Pe Deal”, este consecința deselor revărsări ale râului Someș, al cărui curs nu se află la mai mult de 500 m de sat.
Chelința are o situare paralelă cursului Someșului. În vremea deplasărilor populațiilor migratoare, drumurile erau deseori călcate de acestea, atacând și prădând populația băștinașă. Astfel, locuitorii au început să defrișeze pădurile existente pe actualul loc al satului, depărtându-se astfel de zona expusă a Someșului; astfel, se puteau adăposti mai ușor de dușmani, fiind protejați și de inundații. În pădurile din imediata apropiere, au săpat gropi care le serveau drept ascunzători și depozite pentru cereale.
Râul Someș în repetate rânduri și-a schimbat albia în detrimentul hotarului localității. Se spune că acesta ar fi ajuns până la marginea satului Arduzel; unde ar fi existat o moară de apă ce a aparținut unor nobili din Chelința (actualmente satul Arduzel se află la o distanță de cca. 1,5 km de cursul râului Someș).

## Structura confesională
Din punct de vedere confesional, astăzi populația este de rit ortodox (cu exceptia a două familii ce aparțin unui cult neoprotestant); de menționat că, până în anul 1948 când Biserica Greco-Catolică a fost scoasă în afara legii, locuitorii erau de religie greco-catolică (majoritatea populației Țării Chioarului rămânând totuși în religia ortodoxă).

## Personalități locale
- Emil Gavriș (1915-1989), solist de muzică populară.
- Vasile Morar (n. 1949), poet.
- Vasiliu Gavriș (1858 - ?),  deputat în Marea Adunare Națională de la Alba Iulia 1918